# Siri Svegler

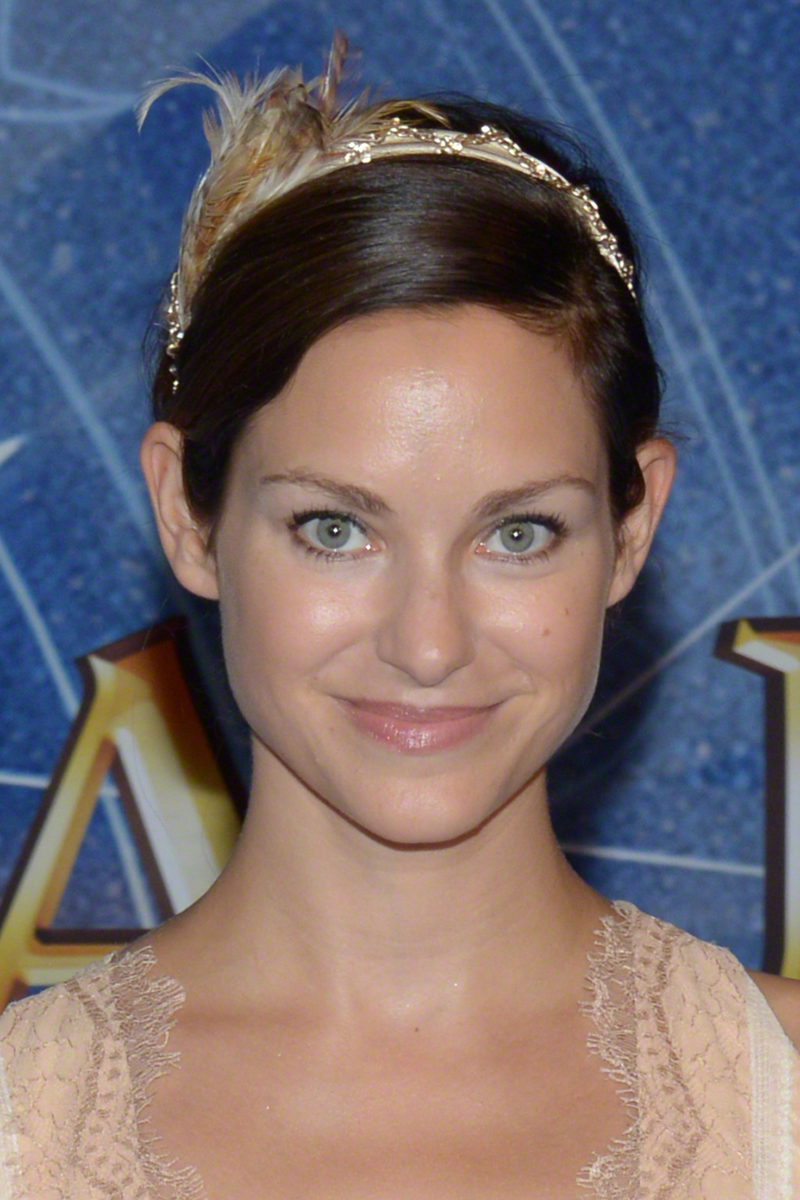
Siri Svegler auf der Premiere des Films Saphirblau.

Siri Svegler (* 15. April 1980 in Göteborg) ist eine schwedische Schauspielerin, Sängerin und Musikerin. 2009 veröffentlichte sie ihr erstes Album Silent Viewer. 2013 folgte Lost & Found, welches als bestes englischsprachiges Album beim 31. Deutschen Rock und Pop Preis ausgezeichnet wurde.

## Leben
Svegler ist in Göteborg, Schweden, geboren und aufgewachsen. Im Jahr 2000 zog sie nach London, wo sie die Arts Educational School besuchte. 2004 kam Svegler zum Film und spielte die Polydora in Wolfgang Petersens Film Troja. Im Jahre 2007 zog sie nach Berlin und wurde 2009 von der Volkswagen Sound Foundation als Nachwuchskünstlerin in der Kategorie „Pop“ ausgezeichnet.

## Musikkarriere
Nach Projekten mit dem Jazz-Musiker Christian Vaughan und als Leadsängerin der Gruppe Guido Sol in London veröffentlichte Svegler 2009 ihr erstes Soloalbum mit dem Titel Silent Viewer beim Label Compost. Die erste Singleauskopplung ist Their Wine.
Svegler ist auch als Feat. Artist sehr erfolgreich und arbeitet mit internationalen DJs, wie Moonbootica, DJ Shahrokh und Johnwaynes zusammen. Die Single The One (Johnwaynes feat. Siri Svegler) war wochenlang Top 1 auf MTV Portugal.
Svegler schrieb den Titelsong Beautiful Losers zum Kinofilm Gangsterläufer (2011). Paperdoll Dress und Coming up Rosés sind auf dem Soundtrack zum deutschen Film Saphirblau enthalten. 2013 veröffentlichte sie ihr zweites Album Lost & Found. Es wurde 2013 als bestes englischsprachiges Album des Jahres beim 31. Deutschen Rock und Pop Preis ausgezeichnet.

## Filmografie
- 2004: Troja
- 2006: Die Schönheitslinie [The Line of Beauty], BBC
- 2009: Ghost Whisperer – Stimmen aus dem Jenseits

## Diskografie
Alben
- 2009: Silent Viewer
- 2013: Lost & Found

Singles
- 2008: Their Wine
- 2013: Lost & Found